# Curculionini
Curculionini – plemię chrząszczów z podrzędu chrząszczy wielożernych z rodziny ryjkowcowatych. W jej obrębie zaliczane jest do podrodziny Curculioninae.
Zalicza się tutaj szeroko rozpowszechniony rodzaj Curculio Linnaeus, 1758, od którego rzeczone plemię (jak również zawierające je rodzina i podrodzina) biorą swe nazwy. W obrębie krainy holarktycznej spotyka się je na roślinach z następujących rodzin.:
- bukowate (Fagaceae)
- leszczynowate (Corylaceae)
- brzozowate (Betulaceae)
- wierzbowate (Salicaceae)

Na zachodzie środkowej Afryki, podobnie jak w krainie orientalnej, chrząszcze te żyją z kolei na roślinach  morwowatych (Moraceae).